# スタイル!
『スタイル!』は、2000年10月12日 - 12月14日まで毎週木曜日20:54 - 21:48にテレビ朝日系列の「木曜ドラマ」枠で放送されたテレビドラマ。主演は本木雅弘。

## あらすじ
外資系デパート「ハリーズ」で働くエリート社員の都筑カオルは、ひょんなことから女性だけが働くファッションフロアへ異動されてしまう。

## キャスト
- 都筑カオル - 本木雅弘
- 榊原栞 - 竹内結子
- 西条美咲 - 坂井真紀
- 野々村ユカ - 佐藤康恵
- 鈴木麻里佳 - 星野有香
- 牛膝ジュン - 有田哲平（くりぃむしちゅー）[1]
- 吉川本部長 - 板東英二
- 伊藤本部長 - 石田太郎
- 玉置響子 - 村上里佳子
- 倉田小夜子 - 戸田恵子
- 玉置卓郎 - 佐野史郎

### ゲスト
第1話
- かとうれいこ
- 青木 - 相島一之

第2話
- 宮部朝子 - 岡まゆみ

第3話
- 大下晴美 - 岩崎ひろみ

第4話
- 庄野聡子 - 森尾由美
- 北條照美 - あき竹城

第5話
- 倉田早紀 - 前田亜季
- 後藤成美 - 中島ひろ子

第6話
- 三枝庸美 - 笹峰愛
- 木下 - 坂口憲二

第7話
- 伊沢真紀子 - 鳥居かほり
- 伊沢祥一 - 山崎一

第8話
- 浅田好未（パイレーツ）
- 西本はるか（パイレーツ）

第9話
- 遠藤奈央子 - 小沢真珠
- 相川文也 - 橋龍吾
- 広瀬さつき - 銀粉蝶
- 相川みやび - 金沢喜久子

最終話
- 社長 - マイク眞木
- お客様 - 上田晋也（くりぃむしちゅー）[1]

## スタッフ
- 脚本 - 田渕久美子、川嶋澄乃
- 音楽 - 大谷幸
- 主題歌 - スィートショップ「地平線の向こうへ」
- テーマソング - TOMATO CUBE「桜」
- 語り - 岡田眞澄
- プロデュース - 黒田徹也、大久保なみ、森川真行
- 演出 - 中野昌宏、伊藤寿浩、久野昌宏
- 協力：髙島屋
- 技術協力 - バスク
- 美術協力 - フジアール
- 制作協力 - ファインエンターテイメント
- 制作 - テレビ朝日

## 放送日程
| 各話                                         | 放送日   | サブタイトル                 | 脚本       | 演出     | 視聴率 |
| -------------------------------------------- | -------- | ---------------------------- | ---------- | -------- | ------ |
| 第1話                                        | 10月12日 | 貴女の洋服お選びします       | 田渕久美子 | 中野昌宏 | 10.5%  |
| 第2話                                        | 10月19日 | 脚を出せない女のイメチェン   | 田渕久美子 | 中野昌宏 | 7.7%   |
| 第3話                                        | 10月26日 | フラれた彼を見返す洋服選び   | 田渕久美子 | 伊藤寿浩 | 6.4%   |
| 第4話                                        | 11月02日 | 黒い服ばかり買う女の正体     | 田渕久美子 | 伊藤寿浩 | 7.8%   |
| 第5話                                        | 11月09日 | 突然パパ!?お受験面接必勝服   | 田渕久美子 | 久野昌宏 | 8.4%   |
| 第6話                                        | 11月16日 | キス&パンチ!? 同窓会大混乱   | 田渕久美子 | 中野昌宏 | 6.9%   |
| 第7話                                        | 11月23日 | 離婚寸前! 夫婦がホレ直す秘策 | 田渕久美子 | 久野昌宏 | 7.9%   |
| 第8話                                        | 11月30日 | バツイチからの人生           | 田渕久美子 | 中野昌宏 | 5.7%   |
| 第9話                                        | 12月7日  | ドレスを捨てたシンデレラ     | 川嶋澄乃   | 久野昌宏 | 5.4%   |
| 最終話                                       | 12月14日 | デパートから愛をこめて       | 田渕久美子 | 中野昌宏 | 6.3%   |
| 平均視聴率 7.3% （ビデオリサーチ、関東地区） |          |                              |            |          |        |